# Храстовсько
Храстовсько (хорв. Hrastovsko) — населений пункт у Хорватії, в Вараждинській жупанії у складі міста Лудбрег.

## Населення
Населення за даними перепису 2011 року становило 760 осіб.
Динаміка чисельності населення поселення:

## Клімат
Середня річна температура становить 10,28 °C, середня максимальна – 23,92 °C, а середня мінімальна – -5,56 °C. Середня річна кількість опадів – 816 мм.
| Клімат поселення                              | Клімат поселення | Клімат поселення | Клімат поселення | Клімат поселення | Клімат поселення | Клімат поселення | Клімат поселення | Клімат поселення | Клімат поселення | Клімат поселення | Клімат поселення | Клімат поселення | Клімат поселення |
| Показник                                      | Січ.             | Лют.             | Бер.             | Квіт.            | Трав.            | Черв.            | Лип.             | Серп.            | Вер.             | Жовт.            | Лист.            | Груд.            |                  |
| Середній максимум, °C                         | 5,85             | 7,43             | 11,78            | 15,83            | 20,90            | 23,92            | 23,02            | 22,48            | 18,42            | 13,82            | 8,22             | 4,27             |                  |
| Середня температура, °C                       | 0,14             | 1,73             | 6,07             | 10,13            | 15,18            | 18,22            | 19,94            | 19,41            | 15,35            | 10,77            | 5,16             | 1,21             |                  |
| Середній мінімум, °C                          | −5,56            | −3,97            | 0,38             | 4,44             | 9,49             | 12,50            | 16,89            | 16,36            | 12,29            | 7,70             | 2,09             | −1,85            |                  |
| Норма опадів, мм                              | 41               | 42               | 50               | 64               | 73               | 93               | 84               | 81               | 78               | 74               | 78               | 58               |                  |
| Середньомісячна швидкість вітру, м/с          | 2.15             | 2.38             | 2.72             | 2.70             | 2.50             | 2.22             | 2.15             | 1.94             | 2.02             | 2.06             | 2.20             | 2.20             |                  |
| Середньомісячна сонячна радіація, кДж/м²·день | 4045             | 6774             | 10625            | 14938            | 19115            | 21037            | 21556            | 18985            | 14025            | 8693             | 4564             | 3307             |                  |
| --------------------------------------------- | ---------------- | ---------------- | ---------------- | ---------------- | ---------------- | ---------------- | ---------------- | ---------------- | ---------------- | ---------------- | ---------------- | ---------------- | ---------------- |
| Джерело:                                      |                  |                  |                  |                  |                  |                  |                  |                  |                  |                  |                  |                  |                  |